# Ignjat Martinović
Ignjat Martinović (ur. 22 lipca 1755 w Budapeszcie, zm. 20 maja 1795 tamże) – przywódca węgierskich jakobinów, franciszkanin.

## Życiorys
Był narodowości serbskiej. W 1783 został profesorem nauk przyrodniczych uniwersytetu we Lwowie (gdzie był również dziekanem Wydziału Filozoficznego), pisał prace matematyczne i filozoficzne. W 1791 udał się ze Lwowa do Wiednia, gdzie został wysłannikiem cesarza Leopolda II w tajnych misjach dyplomatycznych. Podczas rządów Franciszka II stał się orędownikiem idei rewolucji francuskiej, żądał reform konstytucyjnych, opowiadał się za utworzeniem dwuizbowego parlamentu, usunięciem duchownych ze służby świeckiej, zrównaniem praw wszystkich ludzi bez względu na religię, narodowość i status społeczny. Gdy Franciszek, przestraszony skutkami rewolucji francuskiej, zaczął prowadzić politykę reakcyjną, Martinović założył spiskową jakobińską Organizację Wolności i Równości. Po wykryciu tej organizacji w 1794 został aresztowany pod zarzutem zamiaru wywołania węgiersko-chorwackiej rewolucji demokratycznej, następnie skazany na śmierć i stracony.